# Steenbergen-Noord

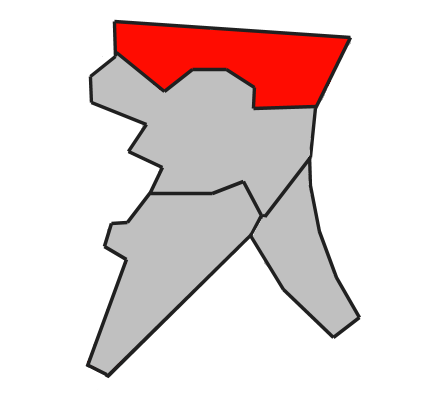
Locatie van Steenbergen-Noord.

Steenbergen-Noord is een wijk in de Nederlandse stad Steenbergen.

## Beschrijving
Steenbergen-Noord omvat de bebouwing ten noorden van de oude vestinggrachten van Steenbergen en de Nassaulaan. De wijk grenst aan Steenbergen-Centrum en is aangelegd eind jaren 80 en 90.
Met meer dan 3500 inwoners is Steenbergen-Noord de op één-na grootste wijk naar aantal inwoners.
In de Noorddonk hebben de meeste straatnamen te maken met Steenbergse (bij)namen voor plaatselijke localiteiten. In het Kwartier hebben veel namen, net als alle namen in Buiten de Veste, te maken met de militaire geschiedenis van de stad. In het uiterste zuidwesten van Noord zijn straatnamen vernoemd naar lokale verzetsstrijders uit de Tweede Wereldoorlog, zoals Marinus en Cornelis Delhez.
Onder meer het Gemeentehuis van Steenbergen bevindt zich in Noord net als de Watertoren.